# Thaduka kanara
Thaduka kanara är en fjärilsart som beskrevs av Evans 1925. Thaduka kanara ingår i släktet Thaduka och familjen juvelvingar. Inga underarter finns listade i Catalogue of Life.